# Podul de piatră din Corbu
Podul de piatră este un pod amplasat pe str. Igor Vieru în Corbu, raionul Dondușeni, Republica Moldova. Este un monument arhitectural de importanță națională inclus în Registrul monumentelor Republicii Moldova ocrotite de stat cu nr. 391.4 (raionul Dondușeni). Datează de la înc. sec. XX.